# Inserat
Inserat (łac. insero, wkładam, włączam, wstawiam) – kopia sporządzona dla odbiorcy dokumentu, będąca nie tylko potwierdzeniem zgodności kopii z oryginałem, ale również treści oryginału przez jej powtórzenie wyłącznie dla odbiorcy. Wpisywano je często do ksiąg zwanych kopiariuszami, będących zbiorem kopii dokumentów, które otrzymał odbiorca z różnych źródeł. Kopiariusze takie pojawiły się w Polsce pod koniec XIII w. W takiej formie miasta przechowywały przywileje królewskie; na ich podstawie mogły zabiegać o potwierdzenie przez nowego króla praw udzielonych im przez jego poprzedników.